# Fæstningsværk
Et fæstningsværk eller fæstningsanlæg er en militær konstruktion, der beregnet til forsvar i krigstid og opretholde herredømme i et område i fredstid.
Fra de tidligste tider og frem til moderne tid har forsvarsmure ofte været nødvendige for, at byer kunne overleve i en verden præget af invasioner og erobringer. Nogle bosættelser i Induskulturen var de første små byer, der blev befæstet. I det oldtidens Grækenland blev der bygget store kyklopiske stenmure uden brug af mørtel i mykensk Grækenland, såsom ved Mykene. En græsk phrourion var en befæstet samling bygninger brugt som militært garnisonsområde og svarer til det romerske castellum eller fæstning. Disse anlæg tjente primært som vagttårne til overvågning af veje, passager og grænser. Selvom de var mindre end egentlige fæstninger, fungerede de som grænsevagter snarere end som stærke forsvarspunkter.
Kunsten at anlægge en militærlejr eller opføre en befæstning kaldes traditionelt "castrametation" og har været anvendt siden de romerske legioner. Befæstning deles typisk i to grene: permanent befæstning og feltbefæstning. Der findes også en mellemform kendt som semipermanent befæstning. Borge er befæstninger, der adskiller sig fra generelle forter eller fæstninger ved, at de fungerer som bolig for en monark eller adelsmand og kontrollerer et specifikt forsvarsområde.
Romerske forter og voldsteder var de primære forløbere for borge i Europa, som opstod i 800-tallet i Det Carolingske Rige. I den tidlige middelalder blev nogle byer opført omkring borge.
Befæstninger i middelalderlig stil blev stort set gjort forældede af kanonernes fremkomst i 1300-tallet. Befæstninger i sortkrudtets tidsalder udviklede sig til lavere strukturer med større brug af grøfter og jordværker med volde, som kunne absorbere og sprede energien fra kanonskud. Mure, der blev ramt direkte af kanonild, var meget sårbare, så de blev ofte sænket ned i grave med jordskråninger foran for bedre beskyttelse.
Indførelsen af artillerigranater i 1800-tallet førte til en ny fase i udviklingen af befæstning. Stjernefæstninger klarede sig dårligt mod sprængstof, og de indviklede bastioner, flankebatterier og præcise skudlinjer blev hurtigt ødelagt af eksplosive granater. Stål- og betonbefæstninger blev almindelige i 1800- og begyndelsen af 1900-tallet. De teknologiske fremskridt i krigsførelse siden første verdenskrig har gjort storstilede befæstninger forældede i de fleste situationer.

## Eksempler
Eksempler på fæstningsanlæg eller fæstningsværk:
- Bolværk
- Borg
- Borgtårn
- Bymur
- Citadel – fx Kastellet
- Fort
- Fæstningsmur – fx Hadrians mur
  - Skydeskår
- Voldanlæg